# Porphyr

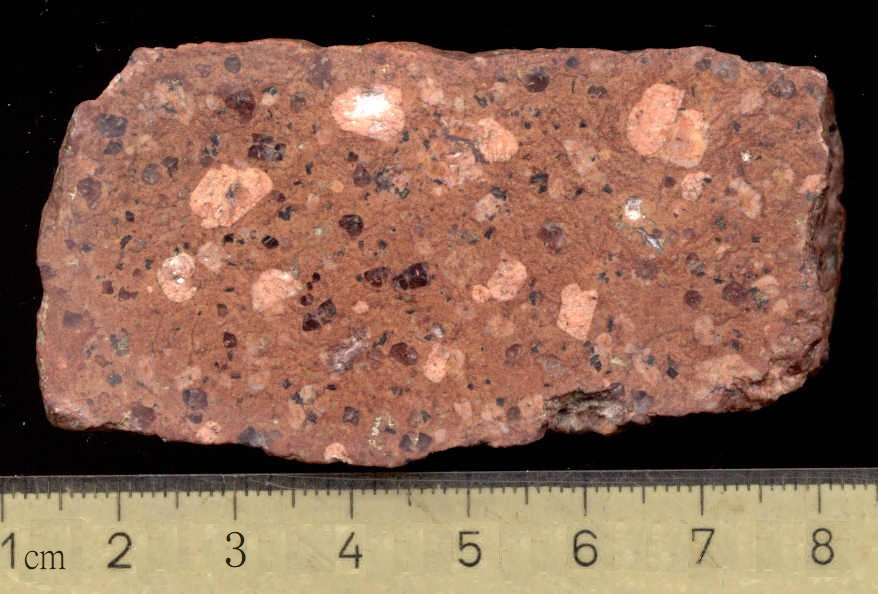
„Quarzporphyr“ (Rhyolith) aus Löbejün

Porphyr (von altgriechisch πορφύρα porphýra, deutsch ‚Purpurschnecke, Purpurfarbe‘) ist im mitteleuropäischen Raum ein weit verbreiteter Sammelbegriff für verschiedene, meistens prätertiäre vulkanische Gesteine, die große, gut ausgebildete einzelne Kristalle in einer sehr feinkörnigen Grundmasse besitzen. Sie haben für gewöhnlich eine saure (quarzreiche, „Quarzporphyr“) bis intermediäre Zusammensetzung und enthalten einen hohen Anteil an Feldspaten.
In der modernen geologischen Fachsprache gilt der Begriff Porphyr nur für das Gefügebild eines Gesteins und nicht für ein bestimmtes Gestein. Dieses Gefügebild wird entsprechend als porphyrisches Gefüge bezeichnet. Im Hinblick auf seine Mehrdeutigkeit, in der Fachsprache, „sollte dieser Begriff nicht mehr  verwendet werden“. In der Umgangssprache ist der Begriff „Porphyr“ aber weiterhin als Kulturbegriff und als Bestandteil der Eigennamen zahlreicher Werksteine gebräuchlich.

## Entstehung
Gesteine mit porphyrischem Gefüge entstehen, wenn Magma im Erdinneren zunächst langsam erkaltet. In der Tiefe bilden sich bereits wenige, aber große Kristalle, die in der Schmelze schwimmen. Kommt es dann zu einem schnellen Aufstieg des Magmas mit einem Vulkanausbruch, kühlt das verbleibende noch flüssige Magma sehr rasch ab und kristallisiert. Dabei entstehen zahlreiche, mikroskopisch kleine Kristalle, die als Grundmasse oder auch Matrix bezeichnet werden. Je rascher die Abkühlung erfolgt, desto feinkörniger wird die Grundmasse. Die großen, mit bloßem Auge gut sichtbaren Kristalle werden als Einsprenglinge bezeichnet. Sie haben meist eine Größe zwischen wenigen Millimetern und mehreren Zentimetern. Meistens handelt es sich um voll ausgebildete und daher typisch geformte („idiomorphe“) Kristalle.

## Porphyrarten und strukturell ähnliche Gesteine

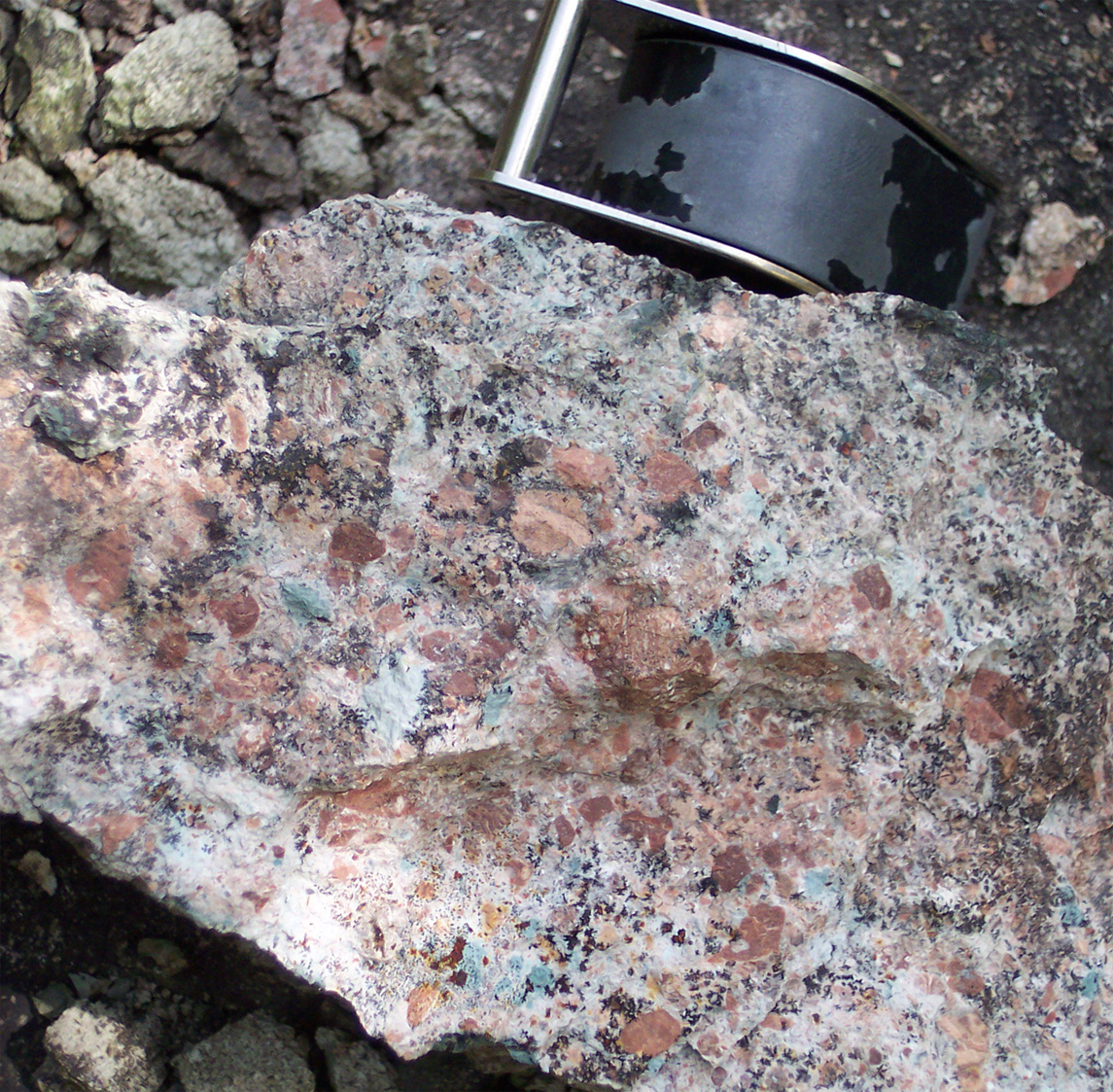
Handstück eines porphyrischen Gesteins latitischer Zusammensetzung. Gut erkennbar sind die großen rötlichen Einsprenglinge aus Alkalifeldspat in der weißlichen Grundmasse aus Plagioklas.

### Porphyre im eigentlichen Sinn
Es wurde früher im mitteleuropäischen Raum allgemein zwischen quarzreichem und quarzarmem Porphyr unterschieden. Beim Erstgenannten finden sich neben Feldspat- auch Quarzkristalle als Einsprenglinge. Eine mittlerweile veraltete Bezeichnung für dieses Gestein ist daher Quarzporphyr, wobei damit vor allem „alte“ (paläozoische) quarzreiche Porphyre bezeichnet wurden. Der heute zu verwendende Name für dieses Gestein ist Rhyolith. Dieser Name macht allerdings keine Aussagen über das Gefüge, sondern nur über den Mineralbestand und die vulkanische Entstehung. Daher entspricht nicht jeder Rhyolith zwangsläufig der alten Bezeichnung „Porphyr“. Wenn das entsprechendes Gefüge vorliegt, muss daher von porphyrischem Rhyolith gesprochen werden.
Quarzarme „Porphyre“ können Quarz noch in der Grundmasse enthalten. Er kann aber auch vollständig fehlen. Da die genauere chemische Zusammensetzung für dessen Definition keine Rolle spielt, fallen unter den alten Begriff des quarzarmen Porphyrs mehrere Gesteine, wie zum Beispiel Andesit, Trachyt oder Dazit. Hierbei gilt dasselbe wie für Rhyolith – nicht jedes so bezeichnete Gestein ist zwangsläufig porphyrisch. Für paläozoisch gebildete Dazite (bisweilen auch für „alte“ quarzarme „Porphyre“ allgemein) war, analog zu Quarzporphyr, die Bezeichnung Porphyrit gebräuchlich, insbesondere bei Vorhandensein von Einsprenglingen aus Plagioklas. Die veralteten Bezeichnungen „Porphyr“, „Porphyrit“ und „Quarzporphyr“ sollten in der Fachsprache nicht mehr verwendet werden.

### Porphyrgranit u.ä.
Ein Porphyrgranit oder Granitporphyr ist ein quarz- und alkalifeldspatreiches plutonisches Gestein bzw. Ganggestein, dessen Gefüge zwischen dem eines echten Granites und dem eines vulkanischen Porphyrs steht. Hierbei werden die Gesteine mit noch relativ grobkörniger Grundmasse als Porphyrgranit, die Gesteine mit sehr feinkörniger Matrix, einem jedoch sehr hohen Anteil an relativ kleinen Einsprenglingen als Granitporphyr bezeichnet. In Abhängigkeit von der chemischen Zusammensetzung bzw. dem Mineralbestand existieren entsprechend auch Granodioritporphyre und Dioritporphyre. Bei entsprechenden basischen Gesteinen spricht man hingegen von porphyrischen Doleriten und Mikrogabbros.

### Porphyrtuff
Der petrographische Gesteinsbegriff Porphyrtuff ist aufgrund der strukturellen Ähnlichkeit der so bezeichneten Gesteine mit den „echten“ Porphyren sprachlich an diese angelehnt. Einige Vorkommen von Porphyrtuffen wurden früher sogar tatsächlich als Porphyre klassifiziert und die in diesen Vorkommen abgebauten Naturwerksteine werden noch heute als „Porphyre“ verkauft. Porphyrtuffe sind zwar vulkanischer Herkunft und chemisch mit Rhyoliten, Daziten oder Andesiten identisch, unterscheiden sich durch ihren eigentlichen Entstehungsprozess von diesen jedoch deutlich: Es handelt sich nicht um erkaltete Lavaströme, sondern um pyroklastische Sedimente. Das porphyrische Erscheinungsbild geht bei ihnen auf die Zusammensetzung aus sehr feinkörniger vulkanischer Asche, welche die Grundmasse bildet, und darin eingebetteter, grobkörnigerer Lapilli, den „Einsprenglingen“, zurück. Vor allem die Aschepartikel sind oft so schnell abgekühlt, dass es sich nicht, wie bei den „echten“ Porphyren um mikrokristallines Material handelt, sondern um vulkanisches Glas mit amorpher Ultrastruktur. Die Entstehung zahlreicher Porphyrtuffvorkommen wird mit pyroklastischen Strömen in Zusammenhang gebracht. Solche Porphyrtuffe werden auch Ignimbrite genannt.
Bekannte Porphyrtuffe aus Deutschland sind der Rochlitzer Porphyr, der Hilbersdorfer Porphyrtuff (Zeisigwald-Tuff) und der Rüdigsdorfer Porphyrtuff, alle aus dem Rotliegend von Sachsen.

### Kupferporphyr
Als Kupferporphyr oder Copper Porphyry werden kupferreiche subvulkanische Porphyre bezeichnet, welche heutzutage als Erzlagerstätten für Kupfer, Gold oder Molybdän Bedeutung haben. Diese an Subduktionszonen gebundenen Gesteine entstehen bei der Intrusion eines fluidreichen (insbesondere Wasser) Magmas in höhere Gesteinsschichten. Die Fluide sammeln sich bei der nun beginnenden Kristallbildung in der Restmagma an und dringen in das Deckgebirge ein. Die Fluide sind angereichert an Schwermetallen, welche bei der Metasomatose des Deckgebirges ausgefällt werden. Die Zusammensetzung der Schwermetalle hängt von dem Entstehungsort ab, so sind in basaltischen Inselbögen vorkommende Kupferporphyre goldreicher, während in saurer Kruste entstandenen Porphyre u. a. Molybdän anreichern.

## Vorkommen in Mitteleuropa
Porphyre sind in Deutschland relativ weit verbreitet. Sie entstanden dabei vor allem zur Zeit des Rotliegend im Unteren Perm. Große Vorkommen gibt es unter anderem im Thüringer Wald, in Nordwestsachsen (der Rochlitzer Porphyr oder bei Dornreichenbach), im nördlichen Saalekreis und in Halle (Saale) (siehe auch Hallescher Porphyrkomplex) und am Haarstrang. Weitere bedeutende Vorkommen in Deutschland findet man bei den Bruchhauser Steinen, am Battert, im Odenwald, im Tharandter Wald und im Meißener Land (Leutewitz/Andesit).
Weiterhin sind skandinavische Porphyre als eiszeitliches Geschiebe in Norddeutschland recht häufig und sehr weit verbreitet. Sie sind, mit Ausnahme der permischen Porphyre aus dem Oslograben, meist präkambrischen Alters. Zuweilen sind bestimmte Porphyre als Leitgeschiebe charakteristisch für ein definiertes Herkunftsgebiet. Dazu zählt z. B. der Rhombenporphyr aus dem Oslograben.
Sehr ausgeprägt ist auch das Vorkommen innerhalb der Etschtaler Vulkanit-Gruppe in Südtirol und dem Trentino.

## Verwendung

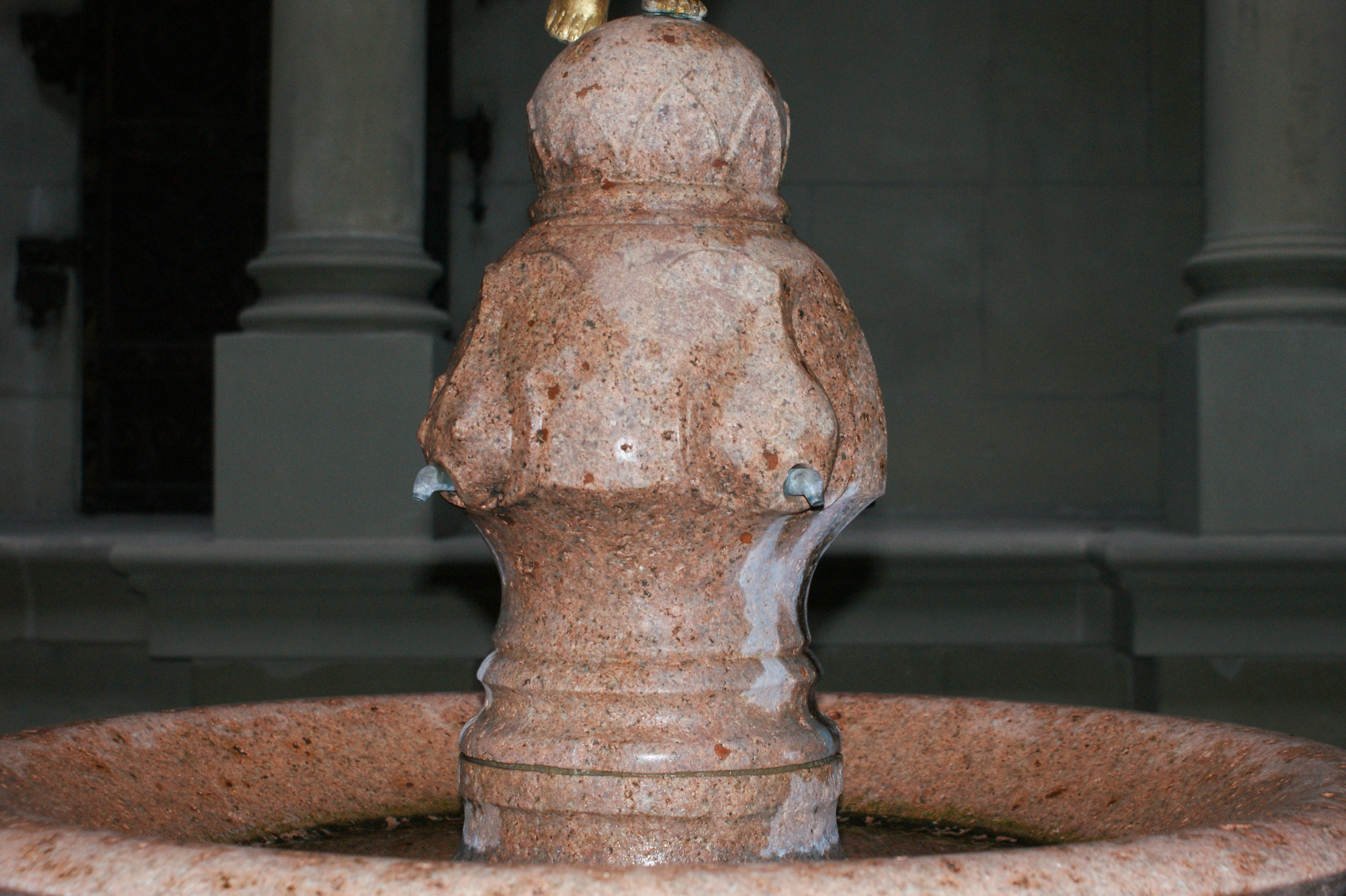
Detail des größtenteils aus rötlichem Porphyr gearbeiteten Rathaushofbrunnens in Bern

Porphyre dienen einerseits als Massenrohstoff für die Baustoffindustrie, insbesondere für die Schotter- und Splittherstellung. Andererseits sind sie auch ein begehrter Naturwerkstein. Vor allem poliert können sie durch ihr porphyrisches Gefüge sehr dekorativ wirken. Dabei finden sie sowohl im Außenbereich als auch im Innenbereich Verwendung, etwa als Fassadenverkleidung oder als Arbeitsplatte in der Küche. Aufgrund der raschen, oberflächennahen Abkühlung sind die meisten Porphyrvorkommen von einem engmaschigen Netz aus Abkühlungsklüften durchzogen, sodass aus diesen keine größeren Werksteinblöcke gewonnen werden können, was die Einsatzmöglichkeiten etwas einschränkt.

## Geschichte
Porphyr wurde bereits im Alten Ägyptischen Reich am Mons Porphyrites in Ägypten abgebaut, dem damals einzigen bekannten Abbaugebiet. Größere Abbauspuren stammen von dort auch aus römischer Zeit. Porphyr war zur Zeit der römischen Tetrarchie und dann auch in konstantinischer Zeit sehr beliebt. Aufgrund seiner purpurnen Farbe war es ausschließlich den Kaisern und ihren Bildnissen vorbehalten. Ein bekanntes Beispiel sind die Statuen der vier Tetrarchen am Markusdom in Venedig.
Für Kaiser Konstantin gab es Porphyrkreise in den Fußböden seiner Empfangshallen, die nur er betreten durfte, und auch seine Söhne wurden in porphyrgetäfelten Zimmern (Porphyra) geboren und in Porphyrsarkophagen beerdigt.
Weitere bekannte Beispiele für die Verwendung von Porphyr ist die Porphyrscheibe, die im Petersdom die Stelle markiert, an der Karl der Große gekrönt worden sein soll. Im Dom zu Palermo befinden sich u. a. die Grabmäler Kaiser Heinrichs VI., Kaiser Friedrichs II. sowie von König Roger II. von Sizilien und Konstanze von Sizilien, auch diese wurden aus Porphyr gefertigt. Auch der Sarkophag von König Wilhelm I. von Sizilien in der Kathedrale von Monreale ist aus Porphyr.
Ein seit der Antike südlich der Alpen verwendetes porphyrisches Gestein ist der Krokeische Stein.

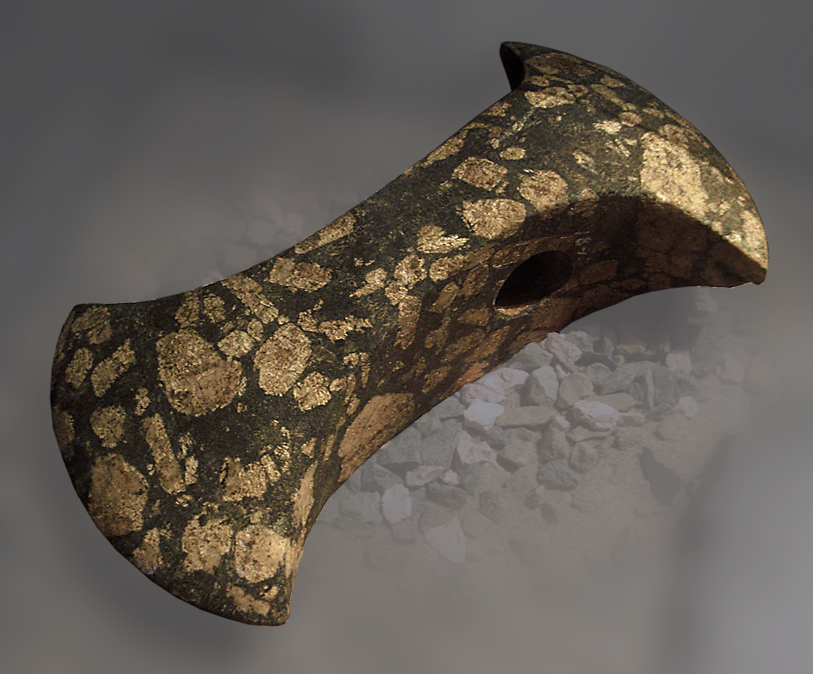
Endneolithische Porphyr-Doppelaxt aus Südschweden, Falbygden-Museum Falköping
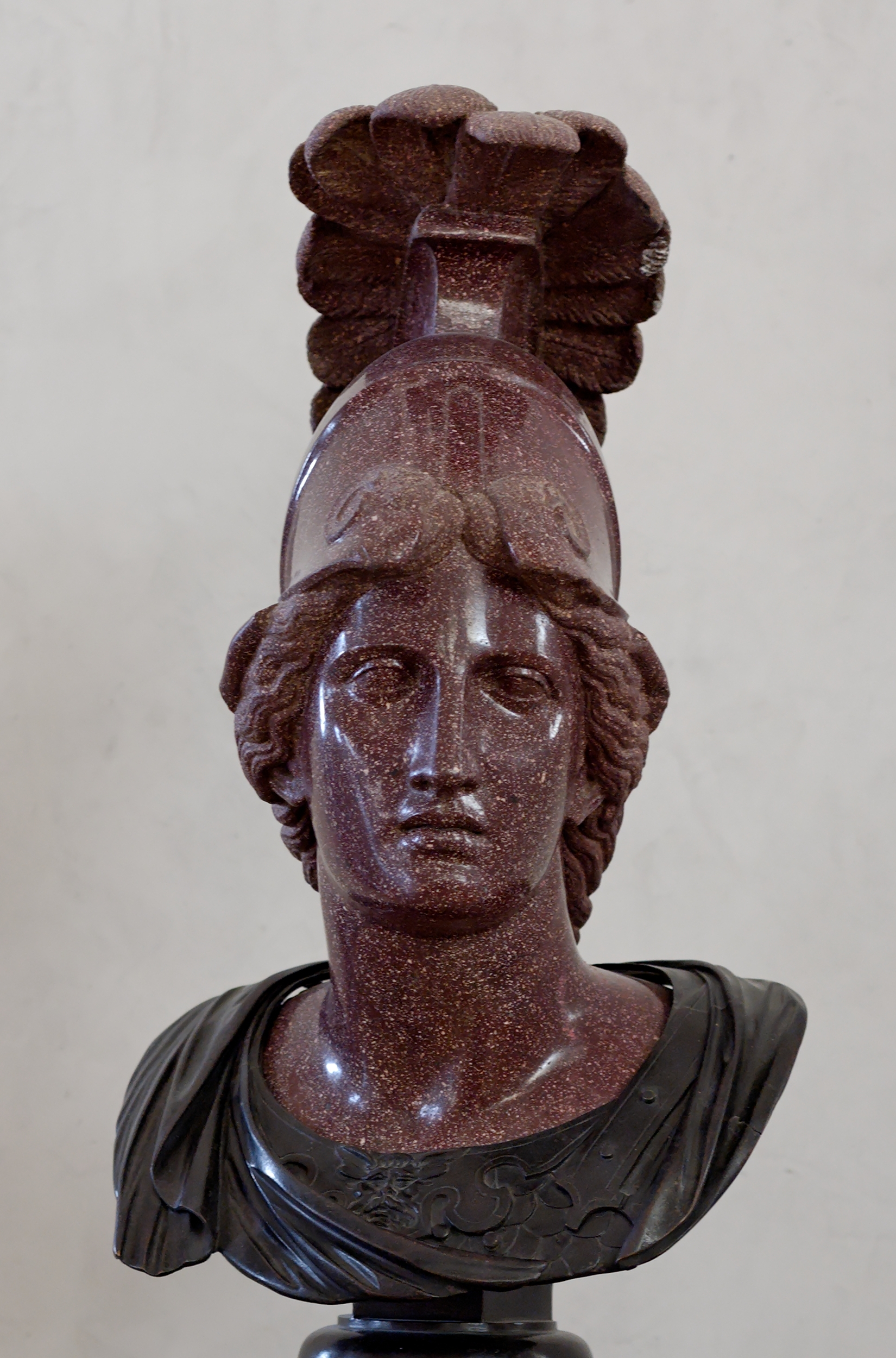
Büste Alexanders des Großen aus dem 17. Jh., auch bekannt als „Mazarin-Alexander“ (Nachahmung antiker Büsten aus dem 2. Jh.), Louvre
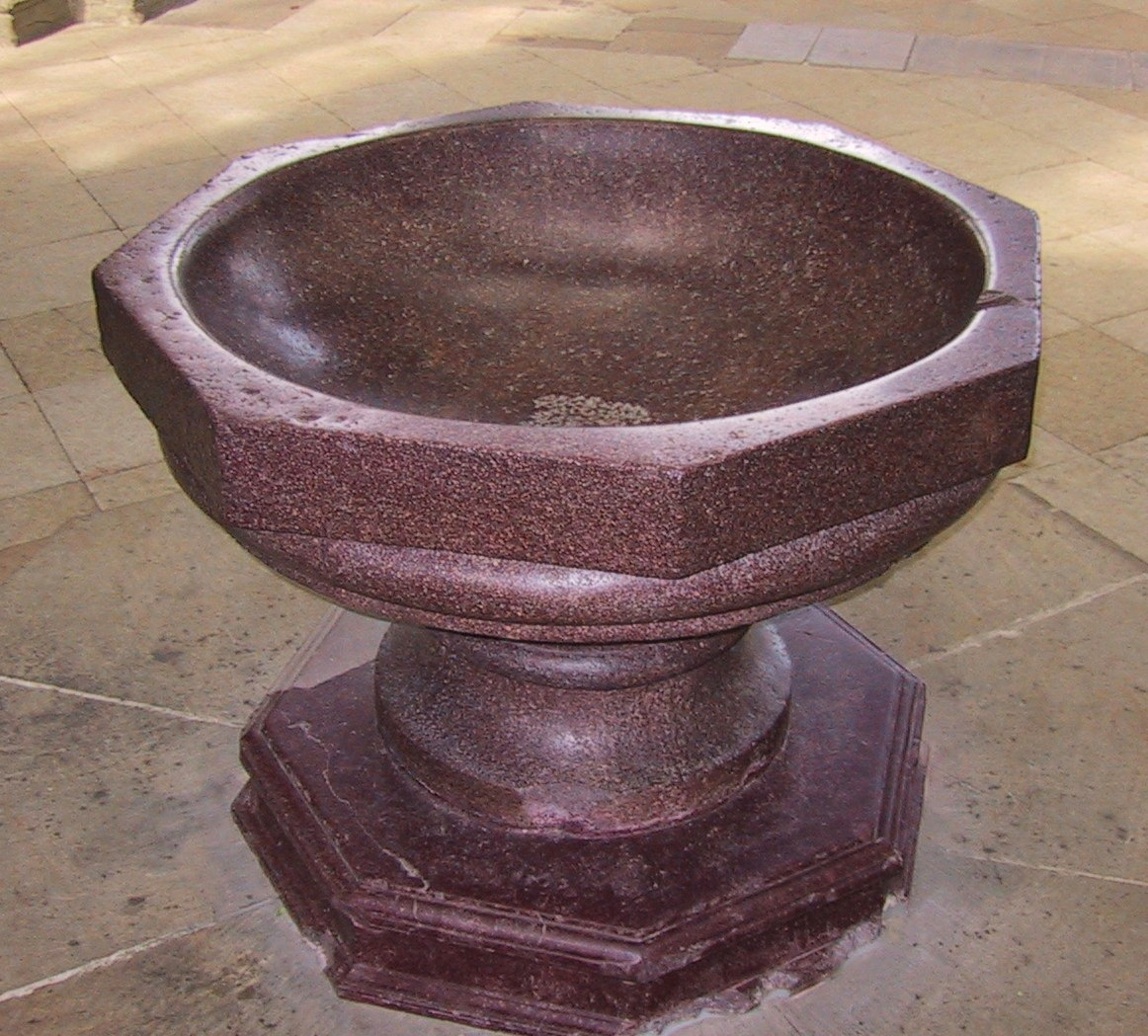
Taufbecken im Magdeburger Dom, aus Porfido rosso
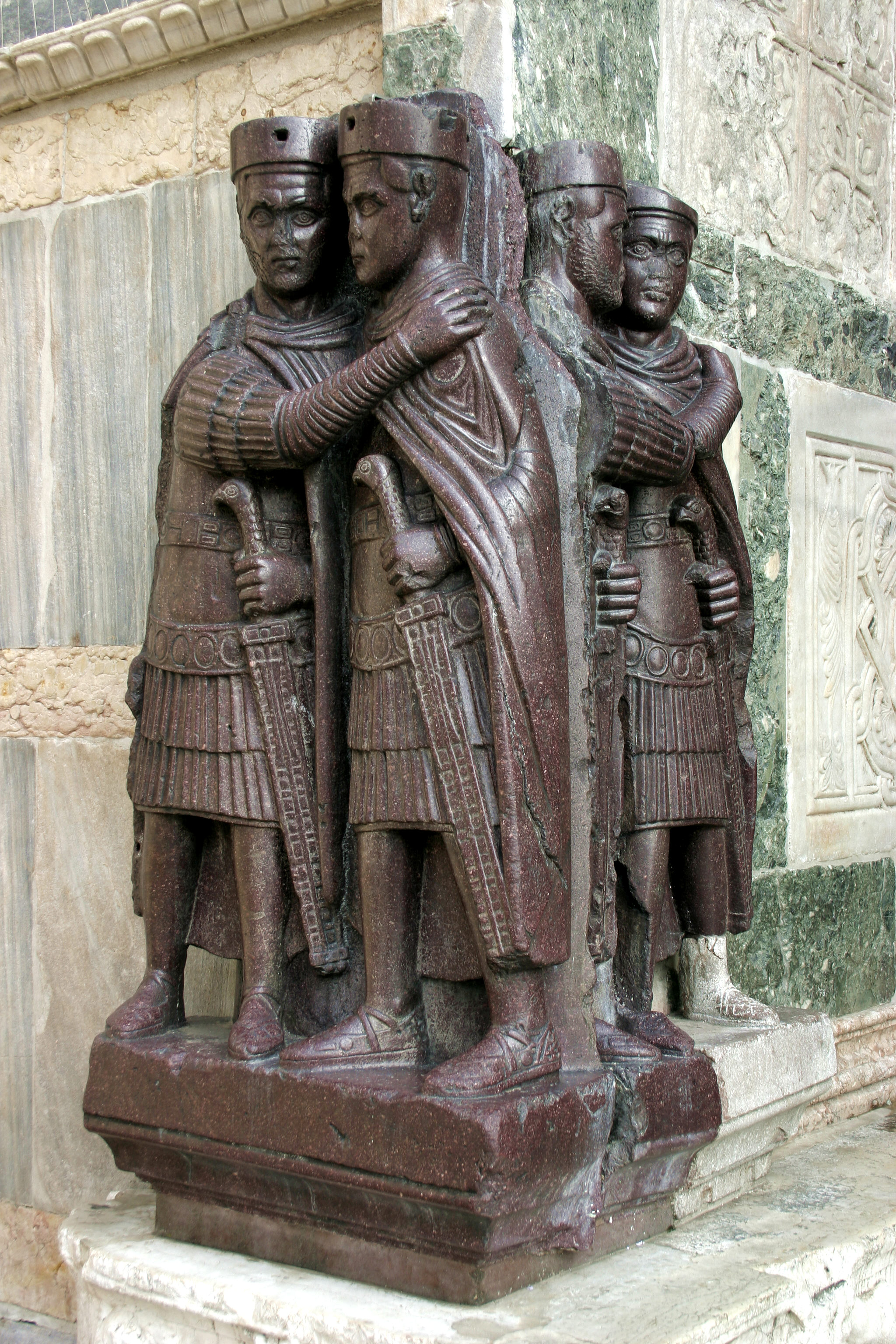
Die aus Porphyr gefertigte spätantike Venezianische Tetrarchengruppe am Markusdom in Venedig
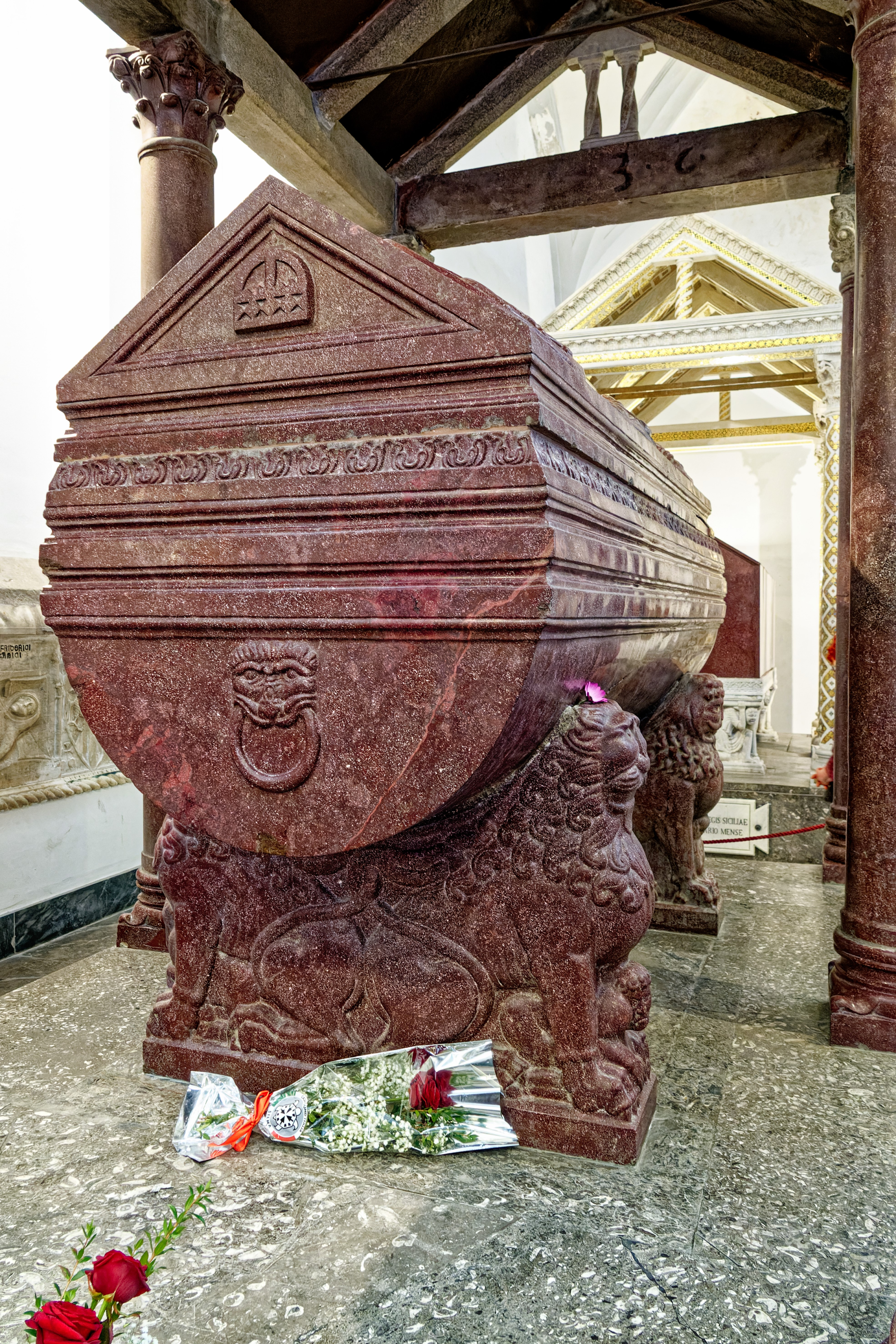
Die Grabmäler Friedrich II. und Rogers II. im Dom von Palermo
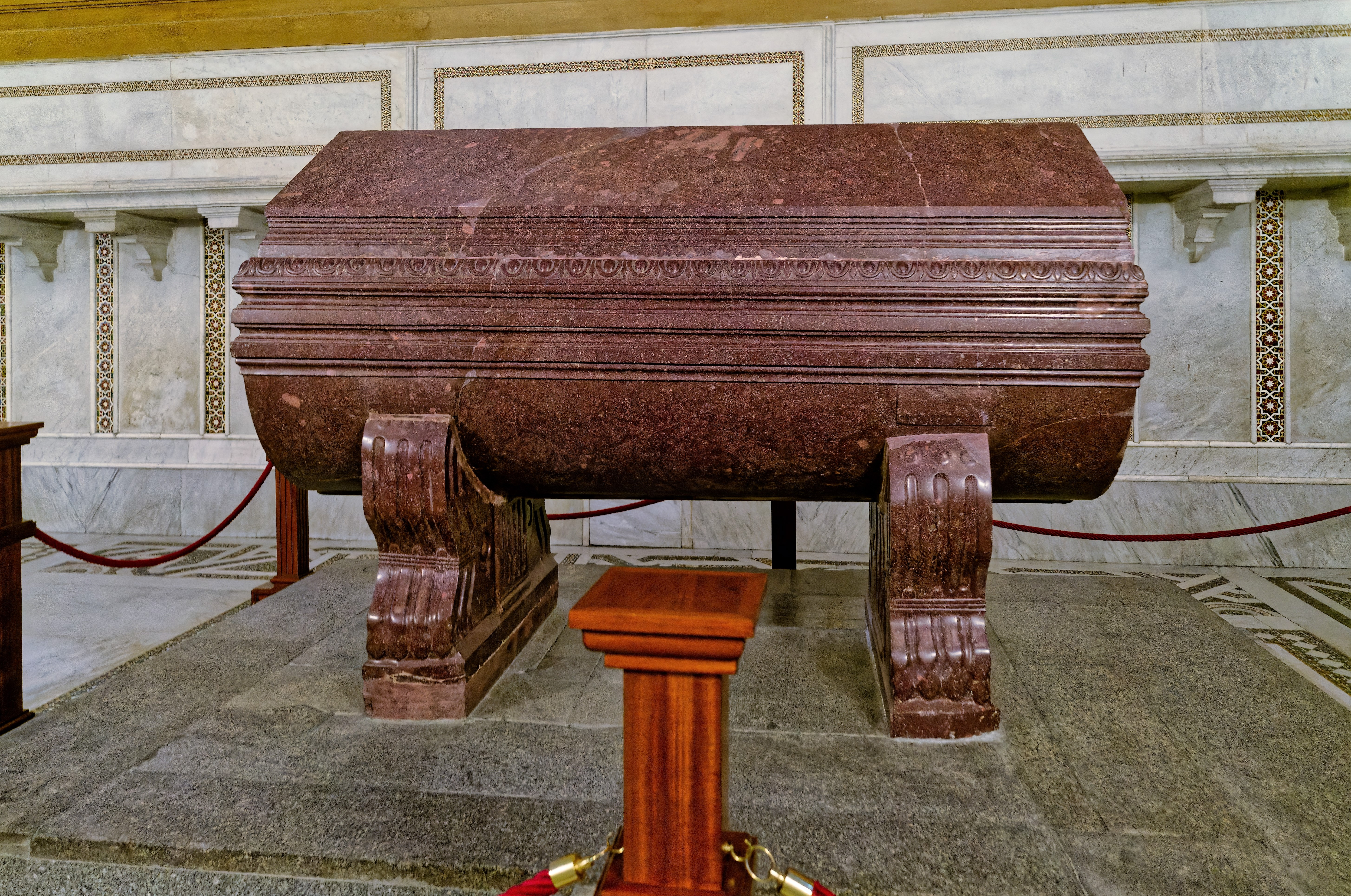
Sarkophag Wilhelms I. in Monreale